# Myristica beccarii
Myristica beccarii är en tvåhjärtbladig växtart som beskrevs av Otto Warburg. Myristica beccarii ingår i släktet Myristica och familjen Myristicaceae. Inga underarter finns listade i Catalogue of Life.